# Seinäjoki
Seinäjoki város Dél-Pohjanföldön, Finnországban, a Seinäjoki folyó partján. Lakosainak száma 63 905 (2020). A város leghíresebb eseményei a Provinssi (rockfesztivál), a Tangomarkkinat (tangófesztivál) és a Vauhtiajot (motoros és zenei fesztivál), amelyeket évente rendeznek június-júliusban. Ez a régió egyik legfontosabb városa, mivel régóta a régió legnagyobb népességközpontja. Elhelyezkedése miatt Seinäjoki Finnország ötödik legforgalmasabb vasútállomása. A város középületeinek nagy részét Alvar Aalto tervezte.

## Testvérvárosok
- Koszalin, Lengyelország
- Schweinfurt, Németország
- Sopron, Magyarország
- Veliki Novgorov, Oroszország
- Thunder Bay, Kanada
- Jianjingin alue, Chongqing, Kína
- Rudong County, Kína
- Changsha, Kína
- Qingdao, Kína
- Jianyang, Kína